# Форест Сити (Ајова)
Форест Сити (енгл. Forest City) град је у америчкој савезној држави Ајова. По попису становништва из 2010. у њему је живело 4.151 становника.

## Демографија
Према попису становништва из 2010. у граду је живело 4.151 становника, што је -211 (-4.8%) становника више него 2000. године.
| Група             | 2000.         | 2010.         |
| Белци             | 4.113 (94,3%) | 3.856 (92,9%) |
| Афроамериканци    | 25 (0,6%)     | 64 (1,5%)     |
| Азијати           | 53 (1,2%)     | 52 (1,3%)     |
| Хиспаноамериканци | 142 (3,3%)    | 124 (3,0%)    |
| Укупно            | 4.362         | 4.151         |